# Oeki Hoekema
Uilke Piebe 'Oeki' Hoekema (Pingjum, 28 januari 1949) is een Nederlands voormalig voetballer.
De geboren Fries begon in het betaald voetbal bij SC Cambuur. Daarna kwam hij uit voor Go Ahead Eagles, PSV, De Graafschap, Lierse SK, FC Den Haag en FC Wageningen. Hij sloot zijn carrière af bij SC Cambuur. In zijn tijd bij PSV kwam hij eenmaal uit voor het Nederlands voetbalelftal, op 17 november 1971 in de EK-kwalificatiewedstrijd tegen Luxemburg. Hoekema tekende in dat duel voor een van de acht Nederlandse goals. Hoekema speelde vooral op rechts in de aanval.
Hoekema was een principieel profvoetballer: hij had in zijn contract een bepaling op laten nemen dat hij niet tegen teams uit dictatoriaal geregeerde landen wilde spelen. "Een nieuw contract zal ik niet tekenen als er geen uitzonderingsclausule in voorkomt. Ik heb een principiële opvatting en die is voor geld niet te koop." In 1978, toen het Nederlands Elftal zich opmaakte voor het Wereldkampioenschap in het Argentinië van dictator Jorge Videla, organiseerde hij een handtekeningenactie tegen Nederlandse deelname, maar zonder succes.
Hij beëindigde zijn voetbalcarrière in 1981 en werd importeur van houten woningen en hoekkoelkasten uit Noorwegen. In 2002 was hij korte tijd teammanager bij Cambuur, maar hij kon deze functie niet met zijn werk combineren. Hoekema is woonachtig in Oranjewoud.
In 2012 verscheen een lied over Hoekema, foutief getiteld "Oekie Hoekema". De uitvoerende artiest was Meindert Talma.
In 2023 kreeg Hoekema samen met andere personen, waaronder cabaretier Freek de Jonge, journalist Frits Barend en postuum Liesbeth den Uyl, een onderscheiding van Argentinië voor hun protesten tegen het regime van Videla.

## Carrièrestatistieken
| Seizoen         | Club            | Land            | Competitie       | Competitie | Competitie | Beker | Beker | Internationaal | Internationaal | Overig | Overig | Totaal | Totaal |
| Seizoen         | Club            | Land            | Competitie       | Wed.       | Dlp.       | Wed.  | Dlp.  | Wed.           | Dlp.           | Wed.   | Dlp.   | Wed.   | Dlp.   |
| --------------- | --------------- | --------------- | ---------------- | ---------- | ---------- | ----- | ----- | -------------- | -------------- | ------ | ------ | ------ | ------ |
| 1964/65         | SC Cambuur      | Nederland       | Tweede divisie A | –          | 2          | –     | 0     | 0              | 0              | 0      | 0      | –      | 2      |
| 1965/66         | SC Cambuur      | Nederland       | Eerste divisie   | –          | –          | –     | 1     | 0              | 0              | 0      | 0      | –      | –      |
| 1966/67         | Go Ahead        | Nederland       | Eredivisie       | –          | –          | –     | 1     | 0              | 0              | 0      | 0      | –      | –      |
| 1967/68         | Go Ahead        | Nederland       | Eredivisie       | –          | –          | –     | 1     | 0              | 0              | 0      | 0      | –      | –      |
| 1968/69         | Go Ahead        | Nederland       | Eredivisie       | –          | –          | –     | 0     | 0              | 0              | 0      | 0      | –      | –      |
| 1969/70         | Go Ahead        | Nederland       | Eredivisie       | –          | –          | –     | 3     | 0              | 0              | 0      | 0      | –      | –      |
| 1970/71         | Go Ahead        | Nederland       | Eredivisie       | –          | –          | –     | 2     | 0              | 0              | 0      | 0      | –      | –      |
| 1971/72         | PSV             | Nederland       | Eredivisie       | –          | –          | –     | 0     | 5              | 2              | 0      | 0      | –      | –      |
| 1972/73         | PSV             | Nederland       | Eredivisie       | –          | –          | –     | 0     | 0              | 0              | 0      | 0      | –      | –      |
| 1973/74         | De Graafschap   | Nederland       | Eredivisie       | –          | –          | –     | 1     | 0              | 0              | 0      | 0      | –      | –      |
| 1974/75         | Lierse SK       | België          | Eerste klasse    | –          | –          | –     | –     | 0              | 0              | 0      | 0      | –      | –      |
| 1975/76         | Lierse SK       | België          | Eerste klasse    | –          | –          | –     | –     | 0              | 0              | 0      | 0      | –      | –      |
| 1976/77         | Lierse SK       | België          | Eerste klasse    | –          | –          | –     | –     | 0              | 0              | 0      | 0      | –      | –      |
| 1976/77         | FC Den Haag     | Nederland       | Eredivisie       | –          | –          | –     | 1     | 0              | 0              | 0      | 0      | –      | –      |
| 1977/78         | FC Den Haag     | Nederland       | Eredivisie       | –          | –          | –     | 0     | 0              | 0              | 0      | 0      | –      | –      |
| 1978/79         | FC Den Haag     | Nederland       | Eredivisie       | –          | –          | –     | 1     | 0              | 0              | 0      | 0      | –      | –      |
| 1979/80         | SC Cambuur      | Nederland       | Eerste divisie   | –          | –          | –     | 0     | 0              | 0              | 0      | 0      | –      | –      |
| 1980/81         | SC Cambuur      | Nederland       | Eerste divisie   | –          | –          | –     | 0     | 0              | 0              | 0      | 0      | –      | –      |
| 1980/81         | FC Wageningen   | Nederland       | Eredivisie       | –          | –          | –     | 0     | 0              | 0              | 0      | 0      | –      | –      |
| Carrière totaal | Carrière totaal | Carrière totaal | Carrière totaal  | –          | –          | –     | –     | 5              | 2              | 0      | 0      | –      | –      |

## Erelijst
SC Cambuur
| Nationaal      |    |         |
| Tweede divisie | 1x | 1964/65 |